# Botîn, Luțk
Botîn (în ucraineană Ботин, poloneză Botyn) este un sat în comuna Romaniv din raionul Luțk, regiunea Volînia, Ucraina.

## Demografie
Componența lingvistică a localității Botîn
     Ucraineană (96,6%)
     Rusă (3,4%)
Conform recensământului din 2001, majoritatea populației localității Botîn era vorbitoare de ucraineană (96,6%), existând în minoritate și vorbitori de rusă (3,4%).